# Đăk Blà
Đăk Blà là một xã thuộc thành phố Kon Tum, tỉnh Kon Tum, Việt Nam.

## Địa lý
Xã Đăk Blà nằm ở phía đông của thành phố Kon Tum, cách trung tâm thành phố 4 km, có vị trí địa lý:
- Phía đông giáp huyện Kon Rẫy
- Phía tây giáp phường Trường Chinh
- Phía nam giáp xã Đăk Rơ Wa
- Phía bắc giáp xã Đăk Cấm.

Xã Đăk Blà có diện tích 41,94 km², dân số năm 2020 là 7.926 người, mật độ dân số đạt 189 người/km².

## Hành chính
Xã Đăk Blà được chia thành 9 thôn: Kon Hring, Kon Rơ Lang, Kon Mơ Nay Kơ Tu 1, Kon Mơ Nay Kơ Tu 2, Kon Jri Xút, Kon Drei, Kon Gur, Kon Jơ Drẻ PLơng, Kon Jơ Dreh.

## Lịch sử
Ngày 8 tháng 1 năm 2004, Chính phủ ban hành Nghị định số 13/2004/NĐ-CP về việc thành lập phường Trường Chinh trên cơ sở 196,68 ha diện tích tự nhiên và 2.563 nhân khẩu của xã Đắk Blà.
Sau khi thành lập phường Trường Chinh, xã Đắk Blà còn lại 4.116,32 ha diện tích tự nhiên và 4.841 nhân khẩu.
Ngày 10 tháng 4 năm 2009, Chính phủ ban hành Nghị định số 15/NĐ-CP về việc thành lập thành phố Kon Tum thuộc tỉnh Kon Tum. Xã Đăk Blà trực thuộc thành phố Kon Tum.
Ngày 30 tháng 12 năm 2019, Hội đồng nhân dân tỉnh Kon Tum ban hành Nghị quyết số 66/NQ-HĐND về việc:
- Sáp nhập thôn Đăk Hà vào thôn Kon Hring
- Sáp nhập thôn Kon Kơ Păt và thôn Đăk Hưng vào thôn Kon Rơ Lang
- Sáp nhập 100 hộ thôn Kon Mơ Nay Kơ Tu 2 vào thôn Kon Mơ Nay Kơ Tu 1
- Sáp nhập thôn Tập đoàn 1 vào 150 hộ thôn Kon Mơ Nay Kơ Tu 2
- Sáp nhập 80 hộ còn lại thôn Kon Mơ Nay Kơ Tu 2 vào thôn Kon Jri Xút.